# Cristian Ansaldi
Cristian Ansaldi (Rosario, 20 september 1986) is een Argentijnse voetballer die doorgaans als linksback speelt. Hij verruilde Internazionale in juli 2019 voor Torino, dat hem in de voorgaande twee seizoenen al huurde. Ansaldi debuteerde in 2009 in het Argentijns voetbalelftal.

## Clubstatistieken
| Seizoen | Club              | Competitie       | Duels | Doelp. |
| ------- | ----------------- | ---------------- | ----- | ------ |
| 2005/06 | Newell's Old Boys | Primera División | 4     | 0      |
| 2006/07 | Newell's Old Boys | Primera División | 10    | 2      |
| 2007/08 | Newell's Old Boys | Primera División | 15    | 0      |
| 2007/08 | Roebin Kazan      | Premjer-Liga     | 27    | 1      |
| 2008/09 | Roebin Kazan      | Premjer-Liga     | 25    | 1      |
| 2009/10 | Roebin Kazan      | Premjer-Liga     | 20    | 0      |
| 2010/11 | Roebin Kazan      | Premjer-Liga     | 27    | 0      |
| 2011/12 | Roebin Kazan      | Premjer-Liga     | 0     | 0      |
| 2012/13 | Roebin Kazan      | Premjer-Liga     | 25    | 0      |
| 2013/14 | Roebin Kazan      | Premjer-Liga     | 4     | 0      |
| 2013/14 | FK Zenit          | Premjer-Liga     | 9     | 1      |
| 2014/15 | → Atletico Madrid | Primera División | 7     | 0      |
| 2015/16 | FK Zenit          | Premjer-Liga     | 0     | 0      |
| 2015/16 | → Genoa CFC       | Serie A          | 24    | 0      |
| 2016/17 | Internazionale    | Serie A          | 21    | 0      |
| 2017/18 | → Torino          | Serie A          | 25    | 1      |
| 2018/19 | → Torino          | Serie A          | 24    | 3      |
| 2019/20 | Torino            | Serie A          | 12    | 4      |
| Totaal  | Totaal            | Totaal           | 279   | 13     |

## Interlandcarrière
Ansaldi debuteerde op 14 november 2009 in het Argentijns voetbalelftal, in een met 2–1 verloren oefeninterland in en tegen Spanje. Hij speelde daarna één oefeninterland in 2011, één in 2013 en twee in 2014. Het duurde daarna tot 2018 voor hij weer werd opgeroepen. Bondscoach Jorge Sampaoli nam hem toen mee naar het WK 2018. Ansaldi kwam tijdens het toernooi niet in actie.

## Erelijst
| Competitie            |              |              |              |              |
| Competitie            | Aantal       | Jaren        |              |              |
| Roebin Kazan          | Roebin Kazan | Roebin Kazan | Roebin Kazan | Roebin Kazan |
| --------------------- | ------------ | ------------ | ------------ | ------------ |
| Kampioen Premjer-Liga | 2x           | 2008, 2009   |              |              |
| Beker van Rusland     | 1x           | 2011/12      |              |              |
| Russische supercup    | 2x           | 2010, 2012   |              |              |
| Atlético Madrid       |              |              |              |              |
| Supercopa             | 1x           | 2014         |              |              |
| Zenit Sint-Petersburg |              |              |              |              |
| Russische supercup    | 1x           | 2015         |              |              |

1 Paleari ·
2 Bayeye ·
3 Schuurs ·
4 Walukiewicz ·
5 Masina ·
7 Karamoh ·
8 Ilić ·
9 Sanabria ·
10 Vlašić ·
13 Maripán ·
16 Pedersen ·
17 Donnarumma ·
18 Adams ·
20 Lazaro ·
21 Dembélé ·
23 Coco ·
24 Sosa ·
26 İlkhan ·
27 Vojvoda ·
28 Ricci ·
32 Milinković-Savić ·
61 Tameze ·
66 Gineitis ·
72 Ciammaglichella ·
77 Linetty ·
79 Savva ·
91 Zapata  ·
92 Njie ·
Coach: Vanoli
1 Guzmán ·
2 Mercado ·
3 Tagliafico ·
4 Ansaldi ·
5 Biglia ·
6 Fazio ·
7 Banega ·
8 Acuña ·
9 Higuaín ·
10 Messi  ·
11 Di María ·
12 Armani ·
13 Meza ·
14 Mascherano ·
15 Pérez ·
16 Rojo ·
17 Otamendi ·
18 Salvio ·
19 Agüero ·
20 Lo Celso ·
21 Dybala ·
22 Pavón ·
23 Caballero ·
Coach: Sampaoli